# Улица Богдана Хмельницкого (Салават)
Улица Богдана Хмельницкого (башк. Богдан Хмельницкий урамы) — улица Салавата в старой части города.

## История
Застройка улицы началась в 1950 году. Около каждого дома в конце улицы были построены ныне снесенные сараи. Улица названа в честь украинского общественного деятеля Богдана Хмельницкого.
Улица застроена в основном кирпичными 2-этажными домами.
Улица засажена пирамидальными тополями. Замена обычных тополей, испускающих летом пух, на пирамидальные была произведена в 1984 году.
В 60-х годах в центре улицы была проложена лыжня от улицы Гафури до улицы Чапаева. На лыжне проходили уроки физкультуры школы №1. По вечерам лыжня освещалась.
В доме № 38 в 1950—1970 годах располагалось Салаватское музыкальное училище. Училище в 80-х годах переехало в новое здание.
В 2010 году по заявке на участие в федеральной программе переселения из аварийного жилого фонда по улице Богдана Хмельницкого снесены жилые 2-этажные дома №№58, 60, 62, 64, 66.  Снесены также деревянные сараи, которые стояли около каждого дома. Жители переселены в новые дома.

## Трасса
Улица Богдана Хмельницкого начинается от улицы Уфимская и заканчивается на улице Монтажников. Пересекает улицы Речная, Пугачева, Чапаева, Пушкина, Гафури, Первомайская, Колхозная.

## Транспорт
По улице Богдана Хмельницкого маршрутные такси и автобусы не ходят.
Движение транспорта двухстороннее.

## Здания и сооружения
- Новый рынок
- д. 29 — Школа №5
- д. 51 — Колледж стекольной промышленности
- Детский парк
- Детский сад-ясли для ослабленных детей в доме №32.

## Галерея

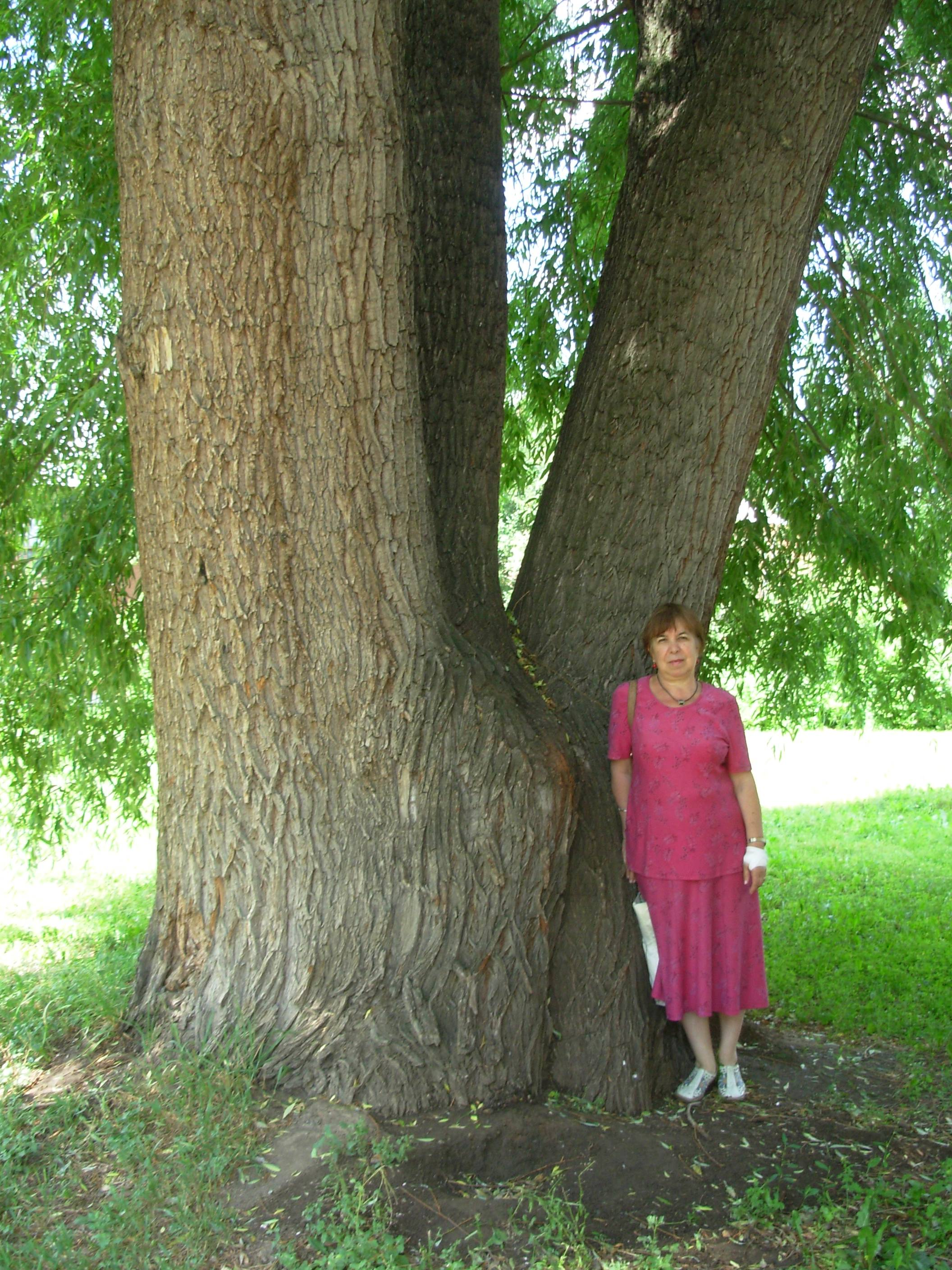
Тополь в 11 квартале по ул. Б. Хмельницкого – памятник природы. Под этим тополем отдыхал Салават Юлаев
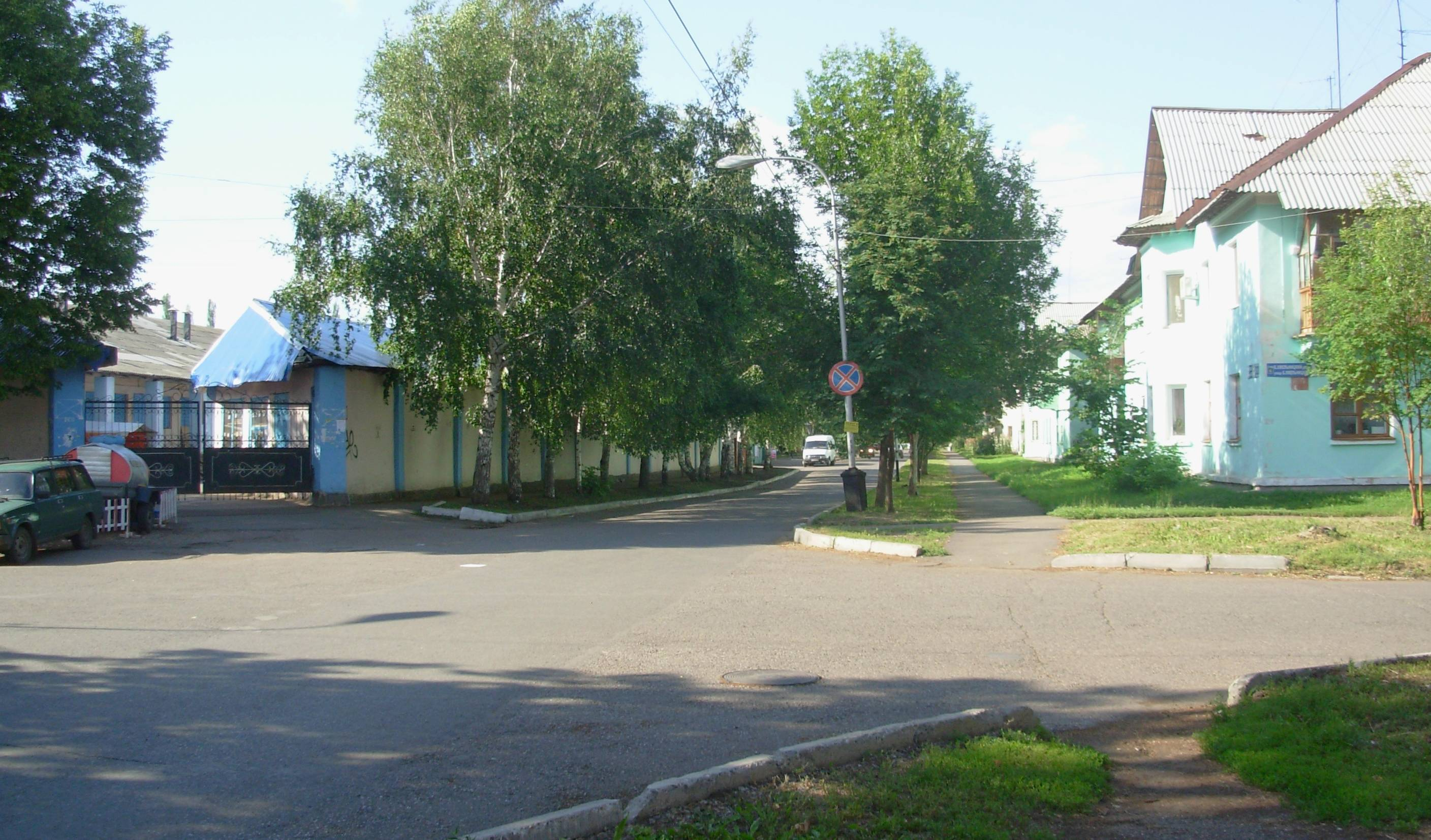
Оптовый рынок на пересечении улиц Б. Хмельницкого и Колхозной
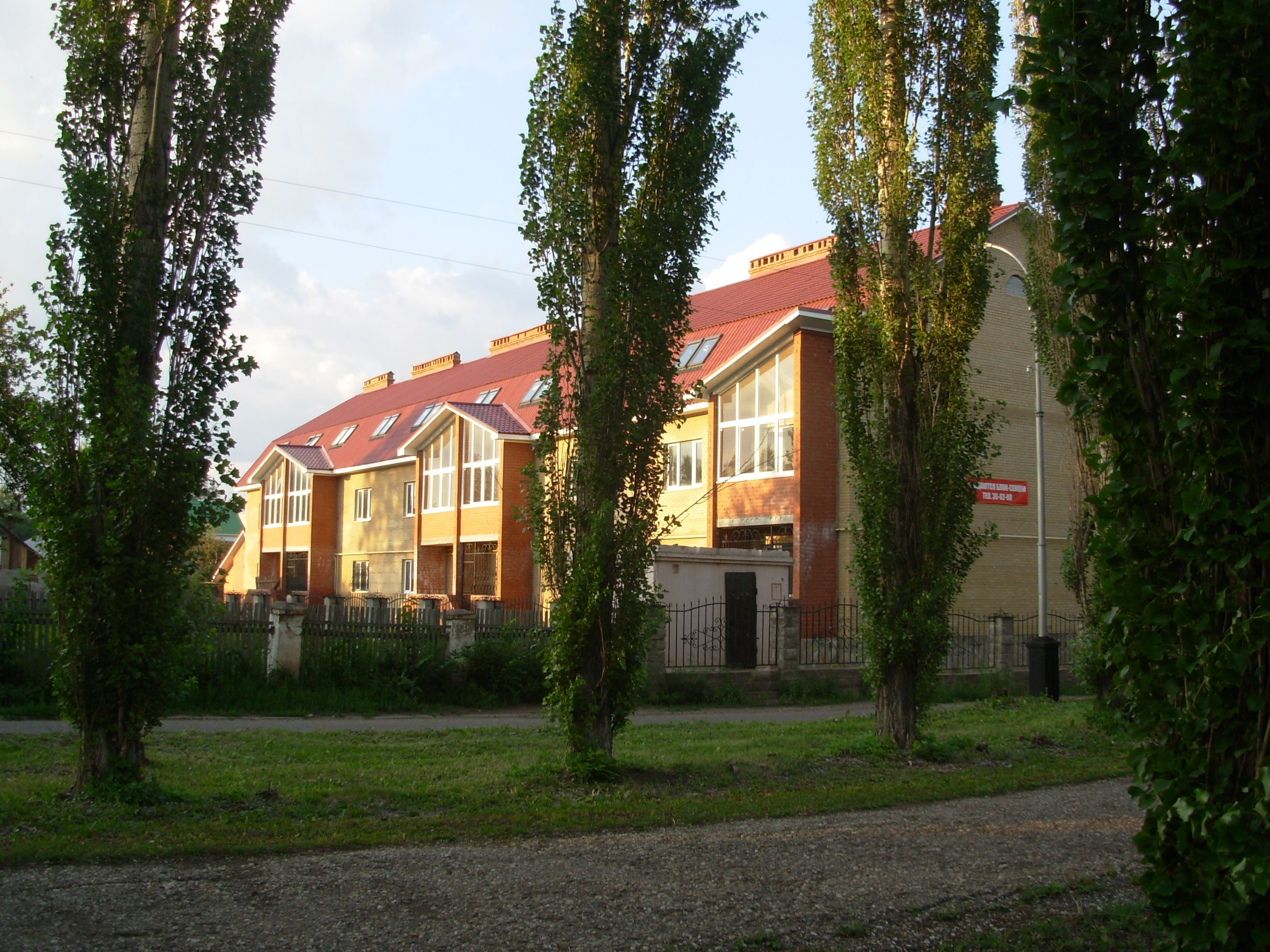
Новостройка на улице Б. Хмельницкого